# Josephine Gertrud Bentlage
Josephine Gertrud Bentlage, geb. Schmitz, fälschlich auch C. Bentlage, (* 11. Juni 1849 in Neuss; † nach 1913) war eine deutsche Schriftstellerin. Sie schrieb unter den Pseudonymen Walter West und Karl von Lenhard.

## Leben
Sie kam als Tochter des Kaufmanns und Stadtrats Maximilian Heinrich Schmitz in Neuss am Rhein zur Welt. Sie besuchte zunächst die höhere Töchterschule der Schwestern vom armen Kinde Jesus und später das Franziskanerkloster in Nonnenwerth bei Rolandswerth. Sie ließ sich zur Lehrerin ausbilden, wurde jedoch als Verkäuferin tätig. Im Jahr 1875 heiratete sie in Neuss den Schriftsteller Carl Theodor Bentlage, der bereits 1878 verstarb.
Ihr Erstling, das Drama Voltaires Jugendliebe, erschien 1875. Sie wurde Mitarbeiterin der Aachener Zeitung, der Berliner Germania und der Kölnischen Volkszeitung. Noch um 1913 lebte sie in Neuss.

## Werke
- Fürst Bismarck als Ehestifter oder Wie man die Bismärckerei curirt. Dramatischer Scherz in 3 Abtheilungen. Gottschick-Witter, Neustadt 1871.
- Voltaires̕ Jugendliebe. Original-Drama in 5 Acten von Walter West. Verbesserte Ausgabe. Mit empfehlendem Geleitswort von Levin Schücking. Brunn, Münster 1875.
- Durch eigene Kraft! Roman aus der niederländischen Gesellschaft. Dem Niederländischen des H. J. Schimmel frei nacherzählt Walter West. 3 Bände. Costenoble, Jena 1876.
- Der Teufelstriller. Kulturgeschichtliche Novelle. Bachem, Köln 1886.
- Meister Müller und sein Geselle. Eine Geschichte aus alter Zeit. Bachem, Köln 1888.

## Übersetzungen
- Die Gelehrten-Republik. Posse in drei Aufzügen. Übersetzung von Charles de Saint-Évremond: La Comédie des académistes. Reclam, Leipzig 1870.
- Wovon die jungen Mädchen träumen. Liebesspiel in zwei Aufzügen. Von Alfred de Musset. Reclam, Leipzig 1875.